# オシメルチニブ
オシメルチニブ（Osimertinib、旧名：メレレチニブ、mereletinib）は、第三世代の上皮成長因子受容体（EGFR）チロシンキナーゼ阻害薬（TKI）である。従来のEGFR-TKIでは効果の乏しかったEGFR T790M変異陽性例に対する効果も有している。商品名タグリッソ。

## 効能・効果
- EGFR遺伝子変異陽性の手術不能又は再発非小細胞肺癌
- EGFR遺伝子変異陽性の非小細胞肺癌における術後補助療法

## 承認取得状況
2015年11月、優先審査保証の後、米国FDAはオシメルチニブをEGFRチロシンキナーゼ阻害薬治療後に増悪した転移性EGFRT790M 変異陽性非小細胞肺癌（NSCLC）の治療薬として迅速承認した。
FDAの承認は承認された方法でEGFR T790M 変異が確認された患者に対する2本の臨床試験の結果に基いて与えられた。 
欧州では2016年2月に2本の第II相臨床試験（AURA延長試験およびAURA2試験）に基いて承認された。
日本では2016年3月に欧州と同じ試験の結果を根拠にして承認された。
それまでは他のEGFR-TKI治療歴がありかつT790M変異を有する症例のみが投与対象であったが、2018年8月にFLAURA試験の結果を受けて、T790Mの有無にかかわらず初回治療における適応を取得した。

## 副作用
重大な副作用に設定されているものは、間質性肺疾患（2.7%）（間質性肺炎、肺臓炎など）、QT間隔延長（2.9%）、血小板減少（12.7%）、好中球減少（8.0%）、白血球減少（9.2%）、貧血（5.1%）、肝機能障害（7.8%）である。
臨床試験での副作用発現率は86.4%であり、主な内訳は、発疹・痤瘡など155例（37.7%）、下痢150例（36.5%）、皮膚乾燥・湿疹など117例（28.5%）、爪障害（爪囲炎を含む）96例（23.4%）などであった。また日本人のみについて見た場合、間質性肺疾患が6.3%に起こっている。